# Erste Bank Open 2015
Erste Bank Open 2015 — тенісний турнір, що проходив на кортах з твердим покриттям у місті Відень, Австрія з 19 жовтня. Належав до категорії ATP World Tour 500, був турніром серії Vienna Open 2015 року.

## Фінальна частина

### Одиночний розряд
Давид Феррер —  Стів Джонсон 4–6, 6–4, 7–5

### Парний розряд
Лукаш Кубот /  Марсело Мело —  Джеймі Маррей /  Джон Пірс (тенісист) 4–6, 7–6(7–3), [10–6]